# Powatanowie
Powatanowie (ang. Powhatan od alg. Pow-u-'tan lub Pow-'ha-tɘn) – federacja plemion Indian Ameryki Północnej z rodziny językowej algonkiańskiej zamieszkująca tereny dzisiejszego stanu Wirginia. W skład federacji liczącej w XVII wieku od 9 do 14 tys. ludzi wchodzili Pamunkejowie, Mattaponi, Nansemondowie, Czikahominowie, Mattaponowie i Rappahannokowie. Na początku lat dziewięćdziesiątych XX wieku liczebność Ludu Powhatan-Renápe nie przekraczała 450 osób; na początku XXI wieku wzrosła do około 600.
Termin „konfederacja” (ang. confederation), używany powszechnie w literaturze, jest nieadekwatny w stosunku do tej grupy Indian. Związek plemion nie nastąpił dobrowolnie, lecz w wyniku podbojów, zastraszeń i nacisków ze strony najsilniejszego plemienia, którego wodzem był Powatan i od którego imienia związek plemion wziął swoją nazwę.

## Dawna organizacja
Wódz Powatan (właściwe imię Wahunsunacock), a po jego ustąpieniu jego brat Opechancanough, miał rozległą władzę, choć ograniczona ona była wysoką pozycją plemiennych szamanów. Wódz naczelny musiał także liczyć się z radą wodzów (namiestników) plemion wchodzących w skład federacji. Nie był także w stanie zapewnić sobie pełnej lojalności wszystkich plemion, szczególnie tych pogranicznych, np. Potomakowie, którzy sprzymierzyli się z Anglikami przeciwko Powatanom. Wodzowie i ich rodziny, aczkolwiek wyróżnieni w społeczeństwie, na równi z innymi zajmowali się pracą fizyczną.
Główną sceną życia społecznego były doroczne zjazdy plemienne, które odbywano gdy kukurydza osiągała dojrzałość. W czasie zjazdów omawiano sprawy polityczne oraz odbywano religijne obrzędy. Wtedy to młodzieńcy przechodzili rytuał inicjacji i zostawali wprowadzani do społeczności wojowników. W czasie zjazdów dokonywano także publicznych egzekucji kryminalistów i jeńców.
Plemiona Powatanów prowadziły osiadły tryb życia i zajmowały się rolnictwem, myślistwem i rybołówstwem. Uprawiały głównie kukurydzę, w której to uprawie osiągnęły wielką biegłość. Zamieszkiwali w chatach, krytych korą drzewną. Cała ziemia była wspólną własnością. Poszczególne działki były przydzielane pod uprawę indywidualnym osobom lub rodzinom, lecz nigdy nie stawały się ich własnością. Pojęcie indywidualnego prawa własności ziemi było całkowicie obce Powatanom, dlatego transakcje sprzedaży ziemi kolonistom traktowali jako nie wiążące i tymczasowe.

## Historia
Niejasne są początki federacji, lecz uznaje się, że powstała ona na krótko przed przybyciem Europejczyków, prawdopodobnie około 1550 roku i została założona przez ojca lub dziada Powatana. Niektóre źródła jednak za założyciela konfederacji uznają samego Powatana, a czas jej utworzenia przesuwają na przełom wieków.
Powatanie (lub plemiona później do federacji należące) pierwszy raz nawiązali kontakty z Europejczykami w 1570, gdy Hiszpanie usiłowali skolonizować wybrzeża amerykańskie. Kontakty się zintensyfikowały, gdy w samym sercu ziem Powatanów Anglicy założyli osadę Jamestown, która wkrótce rozwinęła się w kolonię o nazwie Wirginia. Indianie początkowo traktowali kolonistów z życzliwą nieufnością, starając się osiągnąć korzyści handlowe, w szczególności zdobyć w wyniku wymiany towarowej nieznane dla nich wcześniej wyroby metalowe. Gdy stało się dla nich jasne, że koloniści zamierzają zostać w kolonii na stałe zabierając im ziemię, zaczęła narastać wrogość. Wynikiem tego były wojny – I wojna z Powatanami, II wojna z Powatanami i III wojna z Powatanami, których skutkiem był upadek federacji.
W 1677 władze Wirginii zawarły traktaty z Pamunkejami i Mattaponami, na mocy których plemiona te zrzekły się roszczeń do wszystkich swych ziem. Traktat tworzył jednocześnie dwa niewielkie rezerwaty, w których część ich potomków żyje współcześnie. Były to pierwsze rezerwaty indiańskie w USA, które stały się modelami dla przyszłych tego typu przedsięwzięć. Obyczaje polityczne Powatanów uległy zasadniczym przemianom po utracie kontroli nad własnym terytorium. W 1649 zrezygnowano z wybierania wodza naczelnego, w 1710 zaprzestano wybierania dziedzicznych wodzów plemiennych. Do połowy XVIII wieku plemiona zostały w pełni schrystianizowane i zanikły ich dawne wierzenia. Inne plemiona federacji nie otrzymały własnych rezerwatów, lecz zdołały zachować tożsamość i poczucie wspólnoty.

## Współczesność
W XIX wieku potomkowie Indian z Federacji Powatan, nieliczni i mocno zasymilowani uniknęli przesiedlenia na Terytorium Indiańskie, które dotknęło liczniejsze i silniejsze plemiona ze wschodu i południa USA, w tym Pięć Cywilizowanych Narodów. Przez kolejne dziesięciolecia usiłowano natomiast doprowadzić do ich pełnej akulturacji i określano po prostu jako „kolorowych”, traktując analogicznie jak Afroamerykanów – ludzi wolnych, ale drugiej kategorii. Opór lokalnych społeczności przybrał z czasem formę odradzania się struktur plemiennych i powoływania pochodzących z wyboru „wodzów”, którzy organizowali i prowadzili lokalne spotkania oraz reprezentowali poszczególne społeczności na zewnątrz, w kontaktach z władzami i mediami.
Współcześnie wszystkie wyżej wymienione plemiona uznawane są przez władze stanu Wirginia (status plemienny odzyskały w latach 80. XX wieku), ale nie są uznawane przez władze federalne (choć niektóre podejmują takie starania). W początku XIX wieku zaginęły języki plemienne i obecnie, poza nielicznymi reliktami językowymi, Indianie Powatan posługują się wyłącznie językiem angielskim. Mimo wszystkich tych zmian pozostało w nich pewne poczucie wspólnoty, które wyraża się w kultywowaniu świadomości pochodzenia od silnej indiańskiej konfederacji, a także w istnieniu Virginia Council of Indians (Rady Indian Wirginii, organu doradczego władz stanowych) oraz niezależnej tubylczej organizacji United Indians of Virginia (Zjednoczeni Indianie Wirginii, powstałej w 1988). Zajmuje się ona wspieraniem lokalnego rozwoju, oświaty i kultury w odradzających się i rosnących liczebnie tubylczych społecznościach Wirginii.
Liczebność w roku 2000: Według danych U.S. Census Bureau, podczas spisu powszechnego w 2000 roku 483 obywateli USA zadeklarowało, że jest pochodzenia wyłącznie Powatan, zaś 1727 – wyłącznie lub między innymi Powatan.